# Juan Antonio Pérez López
Juan Antonio Pérez López (Salamanca, 12 de junio de 1934 -Tordesillas, provincia de Valladolid, 2 de junio de 1996) fue profesor de Teoría de la Organización del IESE Business School, escuela de dirección de la Universidad de Navarra de la que fue director general (1978-1984).

## Biografía
Tras estudiar la carrera de Actuario de Seguros en la Escuela Central Superior de Comercio de Madrid, trabajó durante cinco años en Hidroeléctrica Española S.L.
En 1961 inició su actividad académica en el IESE, en el Departamento de Análisis Cuantitativo, hoy Departamento de Control.
En 1970 obtuvo el doctorado en Business Administration en la Universidad de Harvard, con la tesis Organizational theory: A cybernetical approach. A partir de allí profundizó en desarrollos teóricos alrededor de la acción humana en las organizaciones.
Fue profesor visitante, desde 1979 hasta su fallecimiento, del PAD, en la Escuela de Dirección de la Universidad de Piura (Perú), Inalde Business School, Universidad de la Sabana (Colombia) y también del IAE Business School de la Universidad Austral (Argentina). Su investigación y sus publicaciones se centran en Teoría de la Acción Personal y sus consecuencias en la Teoría de la Organización. En ellas se recogen y se integran los aspectos económicos, sociológicos, antropológicos y éticos.

Fue director general de IESE entre finales de octubre de 1978 y septiembre de 1984. Durante su mandato el IESE experimentó un fuerte impulso de la actividad en ámbito internacional, alcanzando la cifra de 7.663 antiguos alumnos provenientes de 36 países y un claustro académico también de carácter muy internacional. En ese periodo se lanzaron el MBA bilingüe en 1980, y el máster para Profesionales con Experiencia (actual Executive MBA) en 1982. 

También ayudó a la puesta en marcha de dos escuelas de dirección de empresas: la Escuela de Dirección de la Universidad de Piura (PAD) de Perú en 1979 y la Associação  de Estudos Superiores de Empresa (AESE) en Lisboa (Portugal) en 1980. Durante su dirección, también se expandió la actividad de programas de formación para directivos en España, en ciudades como Barcelona, Madrid, Valencia, Pamplona, Sevilla, Bilbao y Santiago de Compostela.

Falleció el 2 de junio de 1996 en accidente de tráfico, en las proximidades de Tordesillas, cuando realizaba un viaje hacia Portugal. Su aportación científica se continúa estudiando y desarrollando en el Departamento de Dirección de Personas en las Organizaciones del IESE y en otras escuelas y facultades universitarias.

## Contribución
El punto de partida del desarrollo de Pérez López es el concepto de aprendizaje. "Por «aprendizaje» entendemos aquellos cambios que ocurren en el interior de los agentes como consecuencia de la propia interacción, siempre que esos cambios influyan en cómo será la siguiente interacción".
A partir de esta definición, Pérez López distingue tres tipos de agentes, que denominará:
1. Sistema estable: el agente no puede cambiar sus reglas de decisión. No aprende.
2. Sistema ultraestable: el agente puede aprender con la experiencia y, por tanto, modifica sus reglas de decisión. Este aprendizaje es siempre positivo. A mayor experiencia, mejor decisión.
3. Sistema libremente adaptable: el agente puede aprender con la experiencia, pero el aprendizaje no es necesariamente positivo. El agente tiene la posibilidad de aprender negativamente.[7]

### Interacciones

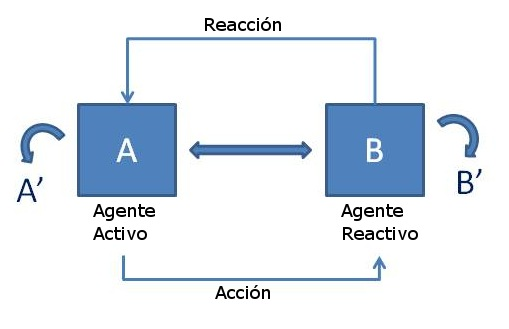
Fig.1 Esquema de la acción personal, según Juan Antonio Pérez López.

En una interacción entre sistemas que aprenden (cfr. Fig. 1), Pérez López encontrará tres tipos de resultados:
- Resultados extrínsecos: la propia interacción.
- Resultados internos: aprendizaje (cambio de la regla de decisión) del agente activo, ocurrido al realizar la interacción.
- Resultados externos: aprendizaje del agente reactivo.

Pérez López invitaba a analizar cualquier decisión empresarial que afectara a otras personas con las preguntas: ¿Qué resultados voy a obtener? ¿Qué voy a aprender yo, tanto operativa como evaluativamente? ¿Qué va a aprender la otra persona, en las mismas dimensiones?. "Al profundizar en el estudio de la acción, se llega a concluir que sus resultados no son únicamente externos, sino que repercuten en el sujeto agente, aumentando o disminuyendo la riqueza que éste posee en el momento de llevarla a cabo. De ahí que la consideración de lo que cabe denominar el doble resultado de la acción se aleje de la unilateralidad del pragmatismo. El resultado interior de la acción es más importante que sus consecuencias externas puesto que modifica la capacidad del sujeto en orden a la ejecución de acciones ulteriores. Ese peculiar feedback está completamente ausente en la interpretación mecanicista de la acción (...). Pérez López no elabora propiamente una teoría de la acción aislada, o de un único sujeto, sino de lo que llamaré una teoría de la acción recíproca, es decir, de las repercusiones que las acciones de un hombre producen en las acciones de otro".

### Motivaciones y motivos
Pérez López parte de que los agentes tienen un impulso, que llama motivación potencial, hacia el logro de satisfacciones superiores.
Esta motivación potencial se transforma en motivación actual hacia una decisión concreta, a través de dos mecanismos:
- Motivación espontánea: anticipación, a través de la memoria, de la satisfacción que producirá la percepción de la interacción.
- Motivación racional: "reconocimiento abstracto de la conveniencia de ejecutar o no una acción en función de la evaluación abstracta y «a priori» de sus consecuencias".

Para controlar el impulso de la motivación espontánea y llevar a la práctica lo aconsejado por la motivación racional, hace falta una realidad que es denominada virtualidad del agente.
Las consecuencias de la acción son agrupadas en tres tipos de motivos:
- Motivos extrínsecos: aspectos de la realidad que determinan el logro de satisfacciones que se producen por las interacciones.
- Motivos intrínsecos: aspectos de la realidad que determinan el logro de aprendizajes del propio decisor.
- Motivos trascendentes: aspectos de la realidad que determinan el logro de aprendizajes de las otras personas con las que se interacciona.

"Apoyándose, para superarlas, en las tesis de autores como Chester I. Barnard, de la Universidad de Harvard, y de Abraham H. Maslow, de la Universidad de Brandeis (...), Juan Antonio [Pérez López] fue elaborando, y contrastando con la realidad, su teoría, de la que eran como destellos, de uso corriente dentro de la familia IESE, sus tripartitos y encadenados lemas -motivación extrínseca, motivación intrínseca, motivación trascendente; eficacia, atractividad, unidad; capacidad estratégica, capacidad ejecutiva, liderazgo- para acabar, en 1991, con la publicación de su primera obra, Teoría de la Acción Humana en las Organizaciones, en la que, rechazando, por incompletos, el paradigma mecanicista de dirección de empresas -en el que se supone que las personas se mueven exclusivamente por motivaciones extrínsecas-, y el paradigma psicosociológico -que añade las motivaciones intrínsecas a las extrínsecas-, Juan Antonio Pérez López propone el paradigma antropológico, que es el único paradigma completo, ya que parte del convencimiento de que las motivaciones que acaban de explicar el comportamiento humano en la organización son las motivaciones trascendentes que, según su propia definición, son aquellas que llevan a actuar por las consecuencias de la acción para otras personas, distintas de la que realiza la acción y cuyas necesidades se busca satisfacer".

### Aprendizaje negativo
"Es un aprendizaje que facilita el logro de unos resultados, cuando ese logro en sí mismo implica la destrucción de las condiciones que son necesarias para seguir alcanzándolos".
El aprendizaje negativo tiene los siguientes rasgos básicos:
- Se busca la solución de un problema parcial, sin considerar el problema general, del que el problema parcial es parte.
- Las soluciones encontradas para el problema parcial son subóptimas desde el punto de vista del problema general.
- Las resoluciones sucesivas del problema parcial generan un aprendizaje, y, por tanto, una motivación creciente a elegir alternativas subóptimas desde el punto de vista del problema general.
- El problema general es cada vez peor resuelto.

Un ejemplo sería el de un "aficionado a un deporte que ha empezado a practicar sin la guía de algún experto. Lo más probable es que desarrolle hábitos que sean contraproducentes para una práctica afinada de ese deporte".

## Publicaciones destacadas
- Pérez López, J. A.; San Román, R. (1973). Enseñanza de economía a profesionales no economistas, Confederación Española de Cajas de Ahorro, Madrid, 160 págs. Interesantes reflexiones sobre el aprendizaje de la prudencia, y la enseñanza de la ciencia para ser usada, ciencia económica en este caso, pero las reflexiones sirven para otras ciencias.
- Pérez López, J. A. (1974). "Organizational control theory: a formal approach" (enlace roto disponible en Internet Archive; véase el historial, la primera versión y la última)., Documento de Investigación del IESE, julio 1974, WP n.º 4, 29 págs.
- Pérez López, J.A. (1974). "Organizational theory: a cybernetic approach" (enlace roto disponible en Internet Archive; véase el historial, la primera versión y la última)., Documento de Investigación del IESE, julio 1974, WP n.º 5, 23 págs. Documento basado en su tesis doctoral de 1970.
- Pérez López, J.A. (1974). "Antropology and sociology: a cybernetical approach" (enlace roto disponible en Internet Archive; véase el historial, la primera versión y la última)., Documento de Investigación del IESE, julio 1974, WP n.º 6, 6 págs. Este paper permite hacerse una buena idea del propósito global que perseguía Pérez López. En él examina tres tipos diferentes de sistemas: estable, ultraestable (u homeostático) y libremente adaptable.

- Pérez López, J.A. (1991). Teoría de la acción humana en las organizaciones: la acción personal, Rialp, Madrid. Esta es su obra más importante y de la que depende lo demás. Fruto de unas tres décadas de investigaciones desde su estancia en Estados Unidos.
- Pérez López, J.A. (1993). Fundamentos de la dirección de empresas, Rialp, Madrid. En esta otra obra importante, aplica a la comprensión del funcionamiento de las organizaciones, su investigación sobre la acción humana. En esta obra presenta el "octógono".
- Pérez López, J. A. (1996) "Sociología y santificación del trabajo (enlace roto disponible en Internet Archive; véase el historial, la primera versión y la última)., Documento de Investigación del IESE, n.º 306, 10 págs. Fruto de su creciente interés por el pensamiento de Max Weber.
- Pérez López, J.A.(1998). Liderazgo y ética en la dirección de empresas: la nueva empresa del siglo XXI, Deusto, Bilbao. Recopilación publicada de manera póstuma de artículos, que pueden servir para acercarse de manera más amigable a su pensamiento.

### Otras obras, pro manuscritos y colaboraciones
- Pérez López, J. A.; Ramón San Román (1975). El método del caso: su aplicación en la enseñanza de la economía a directores de empresa, en VV.AA "Temas de educación para los negocios: Homenaje el prof. Ralph M. Hower", IESE, Barcelona, pp. 85-139.
- Pérez López, J. A. (1976). Ética y dirección de empresas, IESE, 14 págs.
- Pérez López, J.A. (1984) "El hombre de empresa frente a la crisis actual" (enlace roto disponible en Internet Archive; véase el historial, la primera versión y la última)., Revista de Egresados PAD, Universidad de Piura, diciembre de 2008.
- Pérez López, J. A. (1988). "Enfoque de la dirección de recursos humanos" (enlace roto disponible en Internet Archive; véase el historial, la primera versión y la última)., IESE, 12 págs.
- Pérez López, J.A. (1990). "El poder... ¿para qué?" Archivado el 13 de abril de 2012 en Wayback Machine., Cuadernos Empresa y Humanismo, N° 29, Universidad de Navarra, Pamplona.
- Pérez López, J. A. (1990). "Las motivaciones humanas" en La empresa: Dirección y administración. Curso de dirección de personal. Barcelona: Plaza & Janes, 221-40.
- Pérez López, J. A. (1990). "El funcionamiento de las organizaciones: Primeros modelos explicativos" en La empresa: Dirección y administración. Curso de dirección de personal. Barcelona: Plaza & Janes, 241-60.
- Pérez López, J. A. (1990). "El funcionamiento de las organizaciones: Necesidad de un paradigma completo" en La empresa: Dirección y administración. Curso de dirección de personal. Barcelona: Plaza & Janes, 261-80.
- Pérez López, J. A. (1990). "La autoridad y el liderazgo" en La empresa: Dirección y administración. Curso de dirección de personal. Barcelona: Plaza & Janes, 281-300.
- Pérez López, J. A. (1990). Evaluación de las decisiones empresariales, IESE, 8 págs.
- Pérez López, J. A.; Chinchilla, N. (1990). "¿Empresa o negocio? Distintos enfoques para la dirección de personas en las organizaciones".
- Pérez López, J. A. (1991). Eficacia social y autocontrol, 6 págs. "Social effectiveness and self-control" (enlace roto disponible en Internet Archive; véase el historial, la primera versión y la última).
- Pérez López, J. A.; Cardona, P.; Fontrodona, J. (1991). "Los problemas de acción: cómo definirlos y cómo evaluarlos" (enlace roto disponible en Internet Archive; véase el historial, la primera versión y la última)., IESE, 10 págs.
- Pérez López, J. A. (1992). La misión del programa Master en Dirección de Empresas
- Pérez López, J. A.; Chinchilla, Nuria. (1995) "La mujer y su éxito" (enlace roto disponible en Internet Archive; véase el historial, la primera versión y la última)., Eunsa, 130 págs.
- Pérez López, J.A. (1996). Prólogo a Motivos y Motivación en la empresa, de Ignacio Velaz, Díaz de Santos, Madrid.
- Pérez López, J.A. (1997), Liderazgo, Volumen 11 de Biblioteca IESE de Gestión de Empresas, Folio, Barcelona, 1997.
- Pérez López, J.A. (2001). "Una ética para los líderes del siglo XXI", in "Álvarez de Mon, Santiago (ed.), Paradigmas del Liderazgo: claves de la dirección de personas, McGraw-Hill" (enlace roto disponible en Internet Archive; véase el historial, la primera versión y la última)..

- Pérez López, J. A. (NNNN), Formación filosófica y formación de directivos
- Pérez López, J. A. (NNNN), Enseñar a pensar

### Recomendables para empezar con Pérez López
- Pérez López, J.A. (1990). "El poder... ¿para qué?" Archivado el 13 de abril de 2012 en Wayback Machine., Cuadernos Empresa y Humanismo, N° 29, Universidad de Navarra, Pamplona.
- Pérez López, J.A. (1998). Liderazgo y ética en la dirección de empresas: la nueva empresa del siglo XXI, Deusto, Bilbao.
- Pérez López, J.A. (2008). "El hombre de empresa frente a la crisis actual" (enlace roto disponible en Internet Archive; véase el historial, la primera versión y la última)., Revista de Egresados PAD, Universidad de Piura, diciembre de 2008.
- Pérez López, J.A. (1987). "El sentido de los conflictos éticos originados por el entorno en que opera la empresa" Archivado el 13 de abril de 2012 en Wayback Machine., Cuadernos Empresa y Humanismo, N° 4, Universidad de Navarra, Pamplona.
- Pérez López, J. A.; Llano Cifuentes, C.; Gilder, G.; Polo, L. (1990). La vertiente humana del trabajo en la empresa, Rialp, Madrid.

### Obras idóneas para introducirse en Pérez López
Panorámicas generales:
- Alcázar (2020): "Personas y Organizaciones: Introducción a la Teoría General de Sistemas de Juan Antonio Pérez López". Studia Poliana 2020, num. 22, páginas 71-100. Presenta el propósito que perseguía Pérez López y explica por qué los elogios que le dedica Leonardo Polo. Disponible on line (falta añadir enlace).
- Argandoña (2008): Integrating Ethics into Action Theory and Organizational Theory, Journal of Business Ethics volume 78, pages 435–446 (2008). Disponible on line (falta añadir enlace).
- Argandoña (2003): "La teoría de la acción y la teoría económica". IESE, D.I. n.º 484, enero de 2003. Disponible on line (falta añadir enlace).
- Chinchilla et alia: añadir referencia
- Alcázar (2021): "Glosario sobre Personas y Organizaciones". Incluye una exposición sintética de muchos de los términos del modelo antropológico de Juan Antonio Pérez López. Disponible on line, en la web de amazon.

Otras obras introductorias:
- Alcázar, Manuel (2015). "Cómo mandar bien: consejos para ser un buen jefe (enlace roto disponible en Internet Archive; véase el historial, la primera versión y la última).". El segundo capítulo introduce de manera más amigable la tercera parte de la obra "Fundamentos de la Dirección de Empresas" de Juan Antonio Pérez López.
- Alcázar, Manuel (2013). "Dirección: motivaciones, motivos, vínculos y oportunismos", IDE, Quito. Ecuador.
- Alcázar, Manuel (2010). "Las decisiones directivas: una aproximación antropológica al logro de eficacia y de aprendizajes positivos en las organizaciones". Tesis doctoral defendida en la Universidad de Navarra, el 26 de noviembre de 2010.
- Ferreiro, Pablo & Alcázar, Manuel (2001). "Gobierno de personas en la empresa" (enlace roto disponible en Internet Archive; véase el historial, la primera versión y la última).. Lima: PAD-Universidad de Piura, Lima. También publicado por Ariel, Barcelona, en 2002. Introducción más divulgativa a algunos de los principales conceptos de: necesidades humanas, motivos, motivaciones y dimensiones de la organización y del directivo; así como su aplicación directiva a la comunicación, delegación, uso del poder, remuneración, etc.
- Alcázar, Manuel (2005). Introducción al Octógono Archivado el 13 de abril de 2012 en Wayback Machine.. Pamplona: Cuadernos Empresa y Humanismo, N° 93. Introduce y desarrolla el llamado "octógono", propuesta que Pérez López presenta en "Fundamentos de la dirección de empresas". Es parte de la investigación doctoral del autor y constituye una continuación de "gobierno de personas en la empresa".
- Ferreiro, P. (2013). El Octógono: un diagnóstico completo de la realidad empresarial. Lima: PAD-University of Piura.
- Chinchilla, Nuria (1996). Rotación de directivos. Barcelona: Gestión 2000. Importante obra basada en la tesis doctoral de la autora, dirigida por el mismo Pérez López.
- Chinchilla, Nuria (2007). Ser una empresa familiarmente responsable. ¿Lujo o necesidad? Madrid: Pearson-PrenticeHall.
- Ariño, Miguel Ángel (2005). Toma de decisiones y gobierno de organizaciones. Bilbao: Ediciones Deusto. Otro importante acercamiento a las ideas de Pérez López, de otro de sus más importantes seguidores.
- López-Jurado, Marta (2010). La decisión correcta. Bilbao: Desclée.
- Vélaz, José Ignacio (1996). Motivos y motivación en la empresa. Madrid: Díaz de Santos. Obra basada en la tesis doctoral del autor, dirigida por Pérez López, que escribe el prólogo a la misma. Importante obra que permite conocer algunos de las antecedentes de Pérez López.
- Rodríguez López, M. R. (2001): Racionalidad, acción individual y organizaciones. Importante obra tesis doctoral del autor defendida en la Universidad de Navarra, pro manuscrito.
- VV.AA (1998): "Discursos en el acto académico homenaje en memoria del profesor Juan Antonio Pérez López" (enlace roto disponible en Internet Archive; véase el historial, la primera versión y la última).. Piura: Universidad de Piura.
- VV.AA (1997): "Acto Académico in memoriam del profesor Juan Antonio Pérez López" (enlace roto disponible en Internet Archive; véase el historial, la primera versión y la última)., IESE, 2 de junio, 104 págs.
- Cardona, Pablo (2002). Las claves del talento. La influencia del liderazgo en el desarrollo del capital humano. Barcelona: Ediciones Urano (Empresa Activa).
- Rosanas, Josep Maria (2003). Cómo destrozar la propia empresa y creerse maravilloso: claves para evitar las malas prácticas empresariales. Barcelona: Granica. Obra divulgativa de uno de los principales seguidores de Pérez López.
- Rosanas, J.M. (2008). "Beyond economic criteria: a humanistic approach to organizational survival", Journal of Business Ethics, 78(3), 447-462.
- Rosanas, J.M. (2012). “Beyond Effectiveness: Attractiveness and Unity as Criteria For Decision-Making in Organizations”, The European Business Review, January-February, 38-41.
- Rosanas, J.M. (2013). "Decision-Making in an Organizational Context: Beyond Economic Criteria", Palgrave Macmillan.